# Johnny Butt
Johnny Butt, nato John William H. Butt (Bradford, 1870 – Londra, 1930), è stato un attore inglese del cinema muto.

## Biografia
Nato nel 1870 in Inghilterra, divenne attore. Nelle filmografie, il suo debutto sullo schermo viene fatto risalire al 1906 ma, in effetti, pare che il suo primo film l'avesse girato già nel 1897. Viene, infatti, considerato il primo attore professionista inglese.
Morì a Londra nel 1930 all'età di sessant'anni.

## Filmografia
- Hoaxing the Professor
- The Escapades of Teddy Bear
- The Fatal Appetiser, regia di Lewin Fitzhamon (1909)
- What Happened to Brown
- Hot Pickles, regia di Lewin Fitzhamon (1910)
- 'Twixt Red Man and White
- Mr. Tubby's Triumph
- Prison Reform
- The Devoted Ape
- Exceeding His Duty, regia di Lewin Fitzhamon (1911)
- A Touch of Hydrophobia, regia di Frank Wilson (1911)
- The Emperor's Messenger, regia di Hay Plumb (1912)
- The Luck of the Red Lion, regia di Hay Plumb (1912)
- Plot and Pash, regia di Hay Plumb (1912)
- The Burglar at the Ball, regia di Hay Plumb (1913)
- Love and a Burglar
- The Law in Their Own Hands
- Father's Little Flutter
- Puzzled, regia di Frank Wilson
- Professor Longhead's Burgler Trap
- On the Brink of the Precipice
- David Copperfield
- Once Aboard the Lugger, regia di Hay Plumb (1914)
- Judged by Appearances, regia di Hay Plumb (1914)
- Follow Your Leader, regia di Hay Plumb (1914)
- The Chimes, regia di Thomas Bentley (1914)
- War's Grim Reality
- Simpkins Gets a War Scare
- Simpkins' Sunday Dinner
- The Bridge Destroyer
- Simpkins' Little Swindle
- Simpkins, Special Constable
- What'll the Weather Be?
- Sister Susie's Sewing Shirts for Soldiers, regia di Harry Buss (1915)
- Phyllis and the Foreigner
- Miss Deceit
- When Clubs Were Clubs
- Slips and Slops
- Far from the Madding Crowd, regia di Laurence Trimble (1915)
- I Do Like a Joke
- Who's Your Friend?
- Trelawny of the Wells
- Miggles' Maid
- 'Orace's Ordeal
- The Grand Babylon Hotel
- Tubby and the Clutching Hand
- Tubby's Uncle
- Tubby's Typewriter
- Tubby's Tip
- Tubby's Spanish Girls
- Tubby's River Trip
- Tubby's Rest Cure
- Tubby's Good Work
- Tubby's Dugout
- Tubby's Bungle-Oh!
- Exploits of Tubby
- The American Heiress
- The Man Behind 'The Times'
- Neighbours
- Carrots
- The Joke That Failed, regia di Frank Wilson (1917)
- Three Men in a Boat, regia di Challis Sanderson (1920)
- Settled in Full
- The Diamond Necklace
- Three Men in a Van
- Sam's Boy
- A Will and a Way, regia di  H. Manning Haynes (1922)
- The Head of the Family, regia di H. Manning Haynes (1922)
- No. 7 Brick Row
- The Skipper's Wooing
- The Monkey's Paw, regia di H. Manning Haynes (1923)
- The Cardboard Box
- The Convert, regia di H. Manning Haynes (1923)
- The Constable's Move
- An Odd Freak
- The Boatswain's Mate
- Lawyer Quince
- The Prehistoric Man
- Sen Yan's Devotion
- The Coughing Horror
- The Flying Fifty-Five
- The Gold Cure
- Nell Gwyn
- Nelson
- Every Mother's Son
- Passion Island
- Carry On!
- Second to None
- Q-Ships
- The Hellcat
- A Peep Behind the Scenes
- The Clue of the New Pin
- Ricatto
- The Informer, regia di Arthur Robison (1929)
- The Last Post
- A Sister to Assist 'Er